# Amaurodon hydnoides
Amaurodon hydnoides är en svampart som beskrevs av Kõljalg & Ryvarden 1997. Amaurodon hydnoides ingår i släktet Amaurodon och familjen Thelephoraceae.   Inga underarter finns listade i Catalogue of Life.